# Eduardo Galaretto
Eduardo Horacio Galaretto (San Lorenzo, Argentina) es un médico y político argentino del partido Unión Cívica Radical. Es Senador de la Nación Argentina por Santa Fe desde 2023.

## Biografía
Oriundo de San Lorenzo, Galaretto se graduó de médico en la Universidad Católica de Córdoba. Ocupó el cargo de Presidente de la Federación Médica de Santa Fe entre 1982-1986 y 1988-1992, y Presidente de la Confederación Médica de la República Argentina entre 1990-1996.
Inició su militancia en la Unión Cívica Radical desde la secundaria, ocupando más adelante puestos de dirigencia del partido.
A nivel público, fue Diputado provincial en Santa Fe entre 1999-2003 y Senador por el departamento San Lorenzo, Santa Fe entre 2007-2011.
El 7 de diciembre de 2023, asumió como Senador de la Nación Argentina por la Provincia de Santa Fe en reemplazo de Dionisio Scarpín, quien asumió como diputado provincial.